# Погореловка (Юхновский район)
Погоре́ловка — деревня в Юхновском районе Калужской области России. Административный центр сельского поселения «Деревня Погореловка».

## География
Расположена на левобережье реки Угра в 13 км от Юхнова. К югу от деревни протекает приток реки Вережка. К северо-западу проходит автодорога А130.

## Население
| 2002 | 2010 |
| ---- | ---- |
| 178  | ↘148 |

## Инфраструктура
В деревне имеется общеобразовательная школа.